# ドライゼMG13機関銃
ドライゼMG13機関銃 (MG Modell Dreyse 13, Maschinengewehr 13, MG13) は、ドイツで1920年代から1930年代にかけて設計・製造された空冷式機関銃である。
軽機関銃だが、様々なオプション装備による拡張性があり、重機関銃のような継続射撃能力はないので汎用機関銃とまでは言えないまでも、それに近い面があり、MG34の先駆的存在と言える。

## 概要
第一次世界大戦後、敗戦国ドイツは自動火器の開発を制限され、保有していた水冷式重機関銃（MG08）も各国によって接収されてしまったために、ヴァイマル共和国軍（ライヒスヴェーア）では機関銃が不足していた。
また、フランスのシャテルロー M1924/29、デンマークのマドセン M1903/24、日本の十一年式、ソ連のDP、チェコスロバキアのZB26、アメリカのBAR、等、1920年代に続々と開発された、構造が簡単で軽くて安価で性能に優れた諸外国の新型軽機関銃群（これらは全てマガジン給弾方式である。マガジン給弾方式の軽機関銃は、1920年代から1930年代前半にかけての世界的流行であった）に対して、構造が複雑で重くて高価で性能が劣っていた自軍残存の旧式のMG08とMG08/15に不満も抱いていた。しかし、共和国軍は外国製の軽機関銃の採用（自軍兵器の国外依存）には反対であった。
新型機関銃の国産開発にあたり、共和国軍兵器局（HWaA）では、大戦の戦訓と諸外国の動向から、新型機関銃を機動力の無い水冷式重機関銃ではなく、歩兵が携行運搬可能な空冷式軽機関銃とする開発方針を1926年に定めた。これには大戦末期のMG08/18やパラベルム MG14/17などの先例があった。
- - パラベルム MG14/17。空冷式。

そして、新型軽機関銃の開発と同時に、水冷でテープ給弾で重機関銃架に載せる継続射撃能力の高い従来方式の新型重機関銃も開発し（結局、重機関銃の方は実際には開発されなかったが）、軽機関銃と重機関銃をセットで運用することを想定していた。そして、生産や整備や訓練の面から、可能であれば、両者の基本設計は同じであることが望ましかった。
これに対し、1927年に、ハインリヒ・フォルマー（Heinrich Vollmer）は、HWaAに試作軽機関銃を提供した。これは、口径7.92 mmのショートリコイル方式で、設計は単純にして（わずか78個の部品だけで構成されていた。比較として、MG08/15は383個であった）、主要部品を最も簡単な旋盤で製造できた。しかし、フォルマーは軽機関銃と重機関銃のセットではなく、軽機関銃のみを提案したため、HWaAは不採用を決定した。
- - 不採用に終わったハインリヒ・フォルマーの試作軽機関銃「Vollmer MG27」。

話は遡って、ニードルガンで有名な伝統あるドライゼ（Dreyse）社は、1907年にラインメタル社によって買収され、その後、「ドライゼ水冷式重機関銃」が、元ドライゼ社の技術者であったルイス・シュマイザー（ヒューゴ・シュマイザーとハンス・シュマイザーの父）によって、1907年に開発された。「ドライゼ水冷式重機関銃」の製造販売会社であるラインメタル社は、買収後も自社製品の一部に「ドライゼ」のブランド名を使い続けた。よって、「ドライゼ水冷式機関銃」は、ドライゼ社とは関係がなく、実際にはラインメタル社製であった。1907年モデル（M1907）は、1912年モデル（M1912）、1915年モデル（M1915）、1918年モデル（M1918）へと引き継がれた。これらも全て水冷式重機関銃であった。
戦後、スイスのゾロターン社での、後にMG30として結実する空冷式機関銃の開発と並行して、ドイツ国内でも、「Musket Draize、マスケット・ドライゼ、ドライゼ・マスケット銃」（1928年に「Gerät 13 a、ゲレート13 a、装置13 a」に再指定）の開発コード名で、ラインメタル社（とルイス・シュタンゲ）によって、第一次大戦型のドライゼM1912あるいはM1915あるいはM1918水冷式重機関銃（諸説あってどれか不明）を改造して空冷化することで、新型機関銃が開発され、1928年-1929年にかけて射撃試験が行われた。「Gerät 13 a」は1930年に共和国軍に採用されると、「MG13」という名称を与えられた。「13」は1913年を意味し、この新型機関銃が大戦中に開発されていたかのように装い、連合国管理委員会の目を欺く事を目的とした名称であった。
製造は、ヴェルサイユ条約下のドイツで唯一歩兵用銃器の製造が許されていたズール（Suhl）のジムソン社（Simson&Co.）で行われた、とされる。ただしこれは当時の状況からの推測であって確認されておらず、実際の製造場所は不明である。一説にはラインメタル社が製造に関わっていたとされる。
MG13は、1930年からドイツ軍の標準軽機関銃として採用・導入され、1932年に制式化された。
1930年代前半、ドイツ軍（当時はまだ、1935年までヴァイマル共和国軍（ライヒスヴェーア））は、MG08、MG08/15、MG08/18、MG13の、4種類の機関銃で武装していた。
これらの旧式機関銃は、間もなく、軽機関銃と重機関銃を兼ねる汎用機関銃である、より高性能なMG34やMG42が開発されると、1934年から取って替わられる形で退役した。
退役したMG13は1938年頃に、ほとんどがポルトガルとスペインに売却され、少数がスペイン内戦で使用された。また、スペイン内戦に派遣されたコンドル軍団にも、2,438挺のMG13がMG08とともに送られている。ポルトガルに売却されたMG13には、ドイツ軍で使用していた既存の物だけでなく、ポルトガル向けに生産したポルトガル仕様（各部の刻印がドイツ軍仕様と異なる）の物も存在する。ポルトガルではドライゼ M938機関銃（Metralhadora 7,92 mm m/1938 Dreyse）の名称で1960年頃まで使われた。
売却されなかったMG13は、少数がいくつかの第二線級部隊や警察で使用された他、第二次世界大戦末期にドイツの兵器不足が深刻になると、保管庫から引っ張り出されて、再配備された。
また、MG13の短銃身型であるMG13kが、Kfz.13やSd.Kfz.221などの車載機関銃や、I号戦車の主砲・NbFzの機銃や、初期のJu87の後部座席の旋回機銃などとしても使われている。MG13kの「k」は「kurz＝クルツ（短い）」を意味し、銃身中央のリブより前方の部分の長さが短くなっている。装甲貫徹力は射距離100 mで8 mm (30°)。
中国国民党軍は1936年に、I号戦車とともにMG13（車載型か個人携行型かは不明）も、ドイツから購入しており、対日戦に用いている。
第二次世界大戦後に、ノルウェーはドイツからMG13を引き渡され、MG13kに改造して、ノルウェー警察で使用した。

## 設計

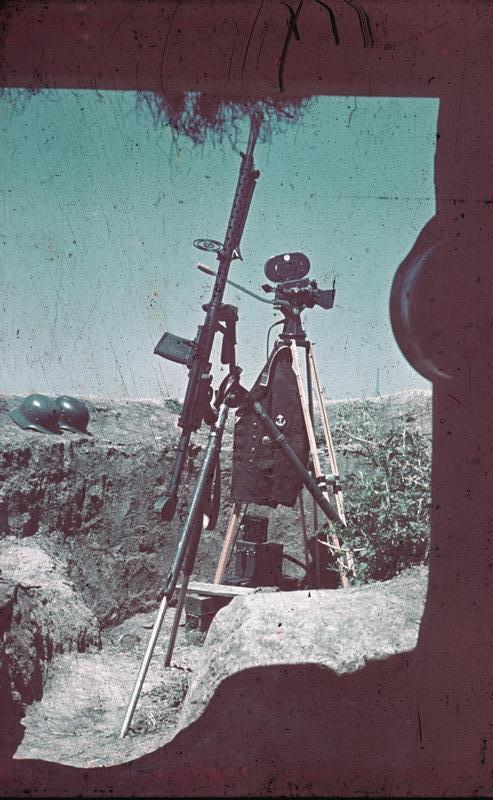
対空用三脚機銃架上のMG13kd

後のシュトゥルムピストーレの物に似たパイプ状の折り畳み式ストック(基部からレジーバー右側面に折り畳み、革張りのバット･プレートを閉じる）と、キャリングハンドル（銃身方向を軸に回転可能）、二脚架（バイポッド）が付属している。
ストックのパイプ部分に、床板付きの単脚の後脚（射撃安定装置）を取り付けることができ、床板付きの二脚架と合わせて安定した射撃姿勢をとることができる。スリングを銃の左側面に取り付けることができる。
バレルジャケットには前後の2か所に機銃架の取り付け箇所があり、前方には二脚架（伏射用）、後方には三脚架（対空用）、を取り付ける。
給弾は25発入りバナナ型マガジンを銃本体左側面の給弾口に水平に挿し込む。
実用射程は1,000～1,400 ｍである。
このバナナ型マガジン2個分を溶接して繋げて延長した物が、7.92x57 mmブランクカートリッジ（空砲）である「Platzpatrone 33」を使用して、歩兵の戦闘訓練時に銃声を再現する機材である「ZFゲレート38機関銃（Zielfeuergerät 38、標的射撃装置38型）」に流用された。この延長型バナナ型マガジン（50発入り）はMG13にも使用可能であった。しかし逆に、MG13の通常型バナナ型マガジンはそのままではZFゲレート38機関銃には使用できなかった。
1930年代半ばに開発された、75発入りダブルドラムマガジン（ドッペル・トロンメル、MG15用のサドルマガジンとは形状が異なり、互換性無し）も使用可能で、レシーバーの左側と下側にドラムマガジン2個（2個合わせて装弾数75発）が斜めに並んだ状態で付く。三脚架に載せ、対空機関銃として使われた。対空機関銃型はMG13kの銃身を強化して持続射撃（Dauerfeuer）に対応させたもので、MG13kdと呼称する。対空防御時の効果的射程は800～1,000 ｍであった。
ベルト給弾方式には対応していないので継続射撃能力はそれより劣る。初期に開発された機関銃であるMG13とMG30がマガジン給弾方式のみなのは、ドイツがヴェルサイユ条約でベルト給弾方式機関銃の開発を禁じられていたためである。ダブルドラムマガジンはゼンマイで実包を押し出す仕組みで、ベルト給弾方式ではないので条約には抵触しない。
kar98k等で使用される、5発ずつまとめられたストリッパー・クリップによる給弾も可能である。
給弾口の反対側、銃本体右側面に排莢口があり、右側方の斜め前方に向かって排莢される。
上面のレシーバーカバーの裏側にリコイル・スプリングが収まっており、レシーバーカバー端のツマミを回すとリコイル・スプリングのテンションを調整でき、これにより発射速度を調整できる。
トリガーにはセミオートとフルオートの選択機能がある。 トリガーの上半分の窪みを引くとセミオート（トリガーに「E」と刻印されている。ポルトガル仕様では「S」)で、下半分の窪みを引くとフルオート（同「F」と「A」）である。 この機能はMG30やMG34と共通する。MG42のトリガーにはこの機能は無い。
レシーバー左側面に半回転スライド式のセーフティーレバーがある。発砲時は「F」の刻印に合わせる。
銃身は交換可能であるが、レシーバー上面のレシーバーカバーとレシーバー下部を開いて、レシーバー後方からボルト（遊底）とバレルエクステンションアセンブリと銃身を引き抜く必要があり、MG34やMG42程ではないが、それでも銃器としてはかなり簡便な類である。MG34やMG42のような継続射撃能力はないので、銃身が赤熱化するような、戦場で頻繁に交換する必要が、そもそもなかったと思われる。レシーバー下部は、その前方のピボット（回転軸）により、下側に開くことができる。銃身交換は、二脚架とレシーバー下部に接続された折り畳み式ストックにより、銃本体を、横に寝かせることなく、立てたままで行うことができる。バレルエクステンションアセンブリと銃身はつながっており、接続部を少し回転させることで分離・接続できる。
銃口先端はねじ式になっており、通常型、フラッシュハイダー（制炎器）、ブランク・アダプター（空砲発射補助具）等、部品を取り換えることができる。ブランク・アダプターは、ブランク（弾頭の無い7.92 mm空砲弾）でも機関銃が作動できるガス圧を得るために、銃口部分を絞るアタッチメントである。
後のMG34と共通規格の箇所や部品が多く、MG34と共通の対空マウントが使用できる他、MG34と共通のスパイダー・サイトをバレルジャケットの上部の中ほどに取り付けることができる。

## 登場作品

### ゲーム
『War Thunder』
ドイツ国防軍のIII号戦車B型やNbFzや戦闘機や急降下爆撃機の機銃や後部銃座などに搭載されている。
『トータル・タンク・シミュレーター』
NbFzやJu87やFW190などドイツ製戦車と航空機の機銃や後部銃座などに搭載されている。
『Enlisted』
モスクワキャンペーン、スターリングラードキャンペーンにて登場。